# Samira Bensaïd
Samira Said (Kenitra, 10 de Janeiro de  1958) em árabe:  سميرة سعيد Samïra bin Sa'ïd (transliteração)  é uma famosa cantora marroquina e no mundo árabe em geral. Atualmente ela vive no Egito com o seu marido Moustapha Naboulssi. O casal tem um filho.

## Biografia
Apesar de nascida em Kenitra, a sua educação e  juventude teve lugar em Rabat para onde a sua família se retirou quando ela ainda era jovem. Samira começou a cantar muito cedo. Ela cresceu em Rabat e ficou conhecida pela sua beleza e pela sua personalidade encantadora. As pessoas sabiam que ela podia muito longe, mas isso só aconteceu quando ela cresceu e começou a cantar é que as pessoas viram que ela estava destinada para grandes feitos. Os seus pais repararam no seu talento e inscreveram-na numa série de competições musicais. Sempre considerada como favorita pelos júris, ela ganhou muitos desses concursos e devido a isso iniciou a sua carreira musical.  Rapidamente se tornou a mais popular cantora marroquina.
Todavia, ela decidiu partir para o Egito onde ela podia ter um maior impacto no seio do mundo de língua árabe. Reparando na sua grandeza, muitos produtos ofereciam-lhe canções bonitas e gravou muitas canções favoritas do mundo árabe.

### Início de carreira
Samira começou a cantar profissionalmente com apenas nove anos. Encorajada pela sua família, começou a sua carreira musical participando numa série de concursos, a sua primeira presença televisiva foi no concurso  "Mawaheb".
Em curto espaço de tempo, Samira Saïd tornou-se uma das mais importantes cantores do seu país natal. Os seus trabalhos mais conhecidos são  "Maghlouba" and "Wa'ady".
As suas ambições estenderam-se para além de Marrocos e seguindo o conselho do seu ídolo e amigo Abdul Halim Hafez, ela partiu para o Egipto, com o objetivo de se estender a sua carreira.

### Carreira internacional
Em 1980 Saïd fez a primeira e até hoje a única presença de Marrocos no Festival Eurovisão da Canção. Em Haia interpretou a canção  "Bitaqat Hob" (Carta de amor) que terminou em 18º lugar entre 19 países, ficando apenas à frente da Finlândia), com apenas 7 pontos dados pelo júri italiano. Essa canção fala-nos do desejo que as crianças têm de um mundo pacífico, sem guerras, escrevendo esta mensagem em forma de carta aos adultos
Nos inícios da década de 1980, Saïd gravou uma canção chamada "Al hob Elli Ana Aichah", composta por por  Mohamad Sultan. Ela gravou canções com grandes nomes da música egípcia, como Baligh Hamdi, Helmi Bakr e Mohamad Al-Mouji.
A sua presença no programa "Alemnah Al hob", na televisão Layali em 1983, tornou-a muito conhecida em terras egípcias. Sa]id é conhecida por ser  cuidadosa na escolha das canções e acompanhantes, trabalhando com vários compositores e letristas bem conhecidos. Como resultado muitas das suas canções foram bem recebidas pela crítica e pelo público, as mais famosas são: "Asmar malak", "Malak moch zay aweydak", "Sayidati anissati sadati", "Ech gab li gab", "El Leila dee", "Min ghir sabab", "Amrak ajib", "Al gani Baad Yomeen", "Mosh Hatnazel Anak" and "Alf Leila wal Leila".
Em 2005, continuou o seu sucesso com 'Aweeny Beek' (Faz-me mais forte). Mais recentemente cantou 'Kollena Ensan' (Todas as pessoas) durante a Taça das Nações Africanas no Cairo em Janeiro de 2006 e cantou em  Casablanca em Julho daquele ano.

## Estilo musical
Saïd é uma cantora com uma longa longevidade no mundo árabe, adotando novas influências tais como Tarab, Raï e jazz. Ela trabalhou com uma variedade de novos talentos, produzindo uma série de álbuns como  "Inssani", "Khaifa", "Ashka", "Enta Habibi", "Kul Dee Eshaat", "Al Bal", "Rohy" e o seu álbum  "Leila Habibi."

## Prémios
Em 2003 Saïd ganhou um Prémio World Music e recebeu um prémio da BBC de melhor artista no Oriente Médio como o seu álbum  'Youm Wara Youm' (o título da faixa em que faz dueto com Cheb Mami).

## Discografia
| 1. Al-Hub elli ana a'aycheh (1980) 2. Bitaqat Hub (1980) 3. Bin lif (1981) 4. Atecubanos (2424) 5. Hikaya (1982) 6. Allemnah al-Hub (1983) 7. Ketr al kalam (1983) 8. Methaya'li (1984) 9. Lilet el ouns (1984) | 1. Ya damaiti haddi (1984) 2. Ehki ya chahrazed (1985) 3. Yawm akablak fih (1985) 4. Ech gab li gab (1985) 5. Amrak ajib en (1986) 6. Ana walla anta (1989) 7. Mux hatnazel a'anak (1986) 8. Sibak (1986) | 1. Ya ebn al halel (1987) 2. Ghariba (1988) 3. Sibni louahdi (1988) 4. Ensani (1989) 5. Ba'adin neta'ateb (1990) 6. Xuft al-amar (1991) 7. Hannitlak (1992) 8. Khayfa (1992) | 1. a'ach'a (1993) 2. Anta Habiby (1995) 3. Kolli de echa3at (1996) 4. a'al bal (1998) 5. Rouhi (1999) 6. Layla Habiby (2001) 7. Yawm Wara Yawm (2002) 8. Awwïni Bïk (2004) |